# MACHO 80.7443.1718
MACHO 80.7443.1718 är en dubbelstjärna belägen i LH 58-föreningen i Stora magellanska molnet (LMC), i södra delen av stjärnbilden Svärdfisken. Den har en skenbar magnitud av cirka 13,63 och kräver ett kraftfullt teleskop för att kunna observeras. Den rör sig bort från solen med en heliocentrisk radialhastighet av cirka 290 km/s.

## Observation
MACHO 80.7443.1718 är den mest extrema "hjärtslagsstjärnan" som är känd och uppvisar variationer i ljusstyrka på cirka 40 procent. Detta beror på en stark tidvattenresonans vid den 25:e och 41:a övertonen av dess omloppstid, plus en variation på 10 procent vid andra tillfällen på grund av tidvattenresonanser. Med en sammanlagd massa på cirka 50 solmassor är den också det näst mest massiva sådana systemet som är känt, efter HD 5980 AB.
Tidvatteninteraktionerna vid periastron producerar enorma, instabila vågor på primärstjärnan. Dessa når en höjd av 4,3 miljoner kilometer, motsvarande 6 solradier, och stör dess atmosfär. Detta har också accelererat rotationen så att stjärnan nu är en tydligt oblat sfäroid, det vill säga en tillplattad rotationsellipsoid, där diametern vid ekvatorn uppskattas vara 50% större än över polerna.
Systemets cirkulation avtar långsamt när massa överförs från följeslagaren till primärstjärnan. Detta fick astrofysikerna Abraham Loeb och Morgan MacLeod från Harvard–Smithsonian Center for Astrophysics att beskriva MACHO 80.7443.1718 som en "hjärtekrossande stjärna".
Jayasinghe et al. (2021) modellerade systemet och förutspådde att primärstjärnan så småningom kommer att överskrida dess Roche-lob. Därmed skulle den avsätta massan på följeslagaren, vilket då kommer att öka dennas massa till 24 gånger solens storlek. Primärstjärnan kommer så småningom att bli supernova och ett svart hål på cirka 8 solmassor, men explosionen skulle ändå inte vara tillräckligt stark för att stöta bort följeslagaren. Denna kommer att bli en heliumstjärna på 12 solmassor och kastas ut från systemet när den omvandlas till en supernova, vilket kvarlämnar en neutronstjärna motsvarande 1,6 solmassor. Enligt Susan Mallally, vid Space Telescope Science Institute, kan hjärtslagsmasseöverföringen dock påverka systemets utveckling på sätt som inte kan förutsägas med nuvarande modeller.

## Egenskaper
Primärstjärnan MACHO 80.7443.1718 A är en blå superjättestjärna av spektralklass B0 Iae. Den har en massa om cirka 35 solmassor, en radie om cirka 24 solradier och utsänder energi från dess fotosfär motsvarande cirka 4 gånger solen vid en effektiv temperatur av cirka 30 000 K.
Följeslagaren MACHO 80.7443.1718 B är en blå stjärna i huvudserien av spektralklass O9.5 V. Den har en massa av cirka 16 solmassor, en radie om cirka 5,6 solradier och utsänder energi från dess fotosfär motsvarande cirka 2,9 gånger solen vid en effektiv temperatur av cirka 31 600 K.
Stjärnorna cirklar kring varandra med en period av cirka 32,836 dygn, i en bana med en halv storaxel av 159 solradier och en excentricitet på 0,507.